# Servilia (opera)

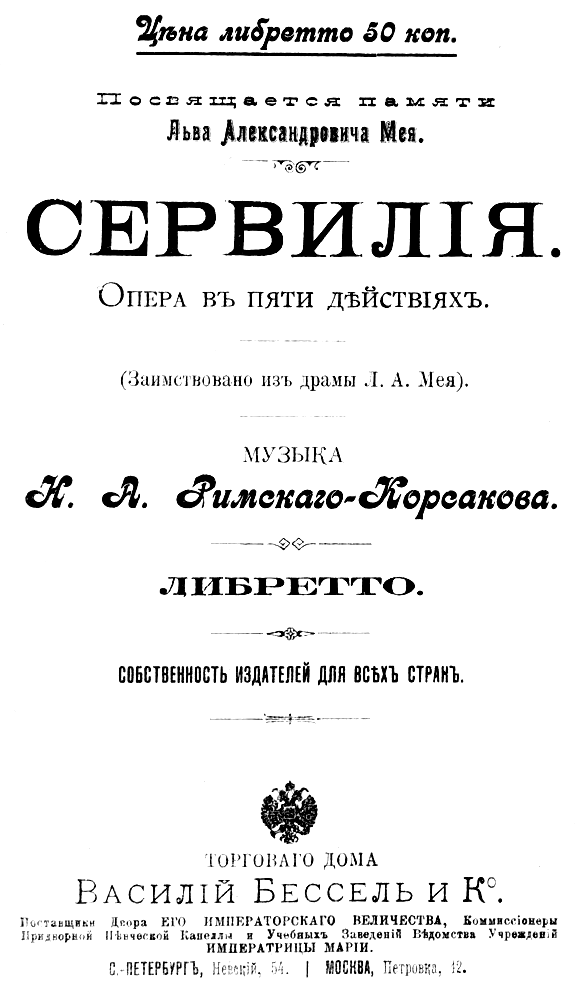
Servilia (1902).

Servilia (Ryska: Сервилия, Serviliya) är en opera i fem akter med musik och text av Nikolaj Rimskij-Korsakov. Librettot  bygger på dramat med samma namn av Lev Mej. 
Liksom i sina tidigare operor Flickan från Pskov, Bojarskan Vera Sheloga och Tsarbruden använde sig Rimskij-Korsakov åter igen av en text av Mej. Men denna gång byggde inte ämnet på rysk historia, utan var hämtat från antikens Rom. Operan hade premiär den 14 oktober 1902 på Mariinskijteatern i Sankt Petersburg, men framfördes endast sju gånger. Två år senare hade operan premiär i Moskva, men även där blev operan ett fiasko och spelades endast sex gånger.